# Traumatologia (especialidade)

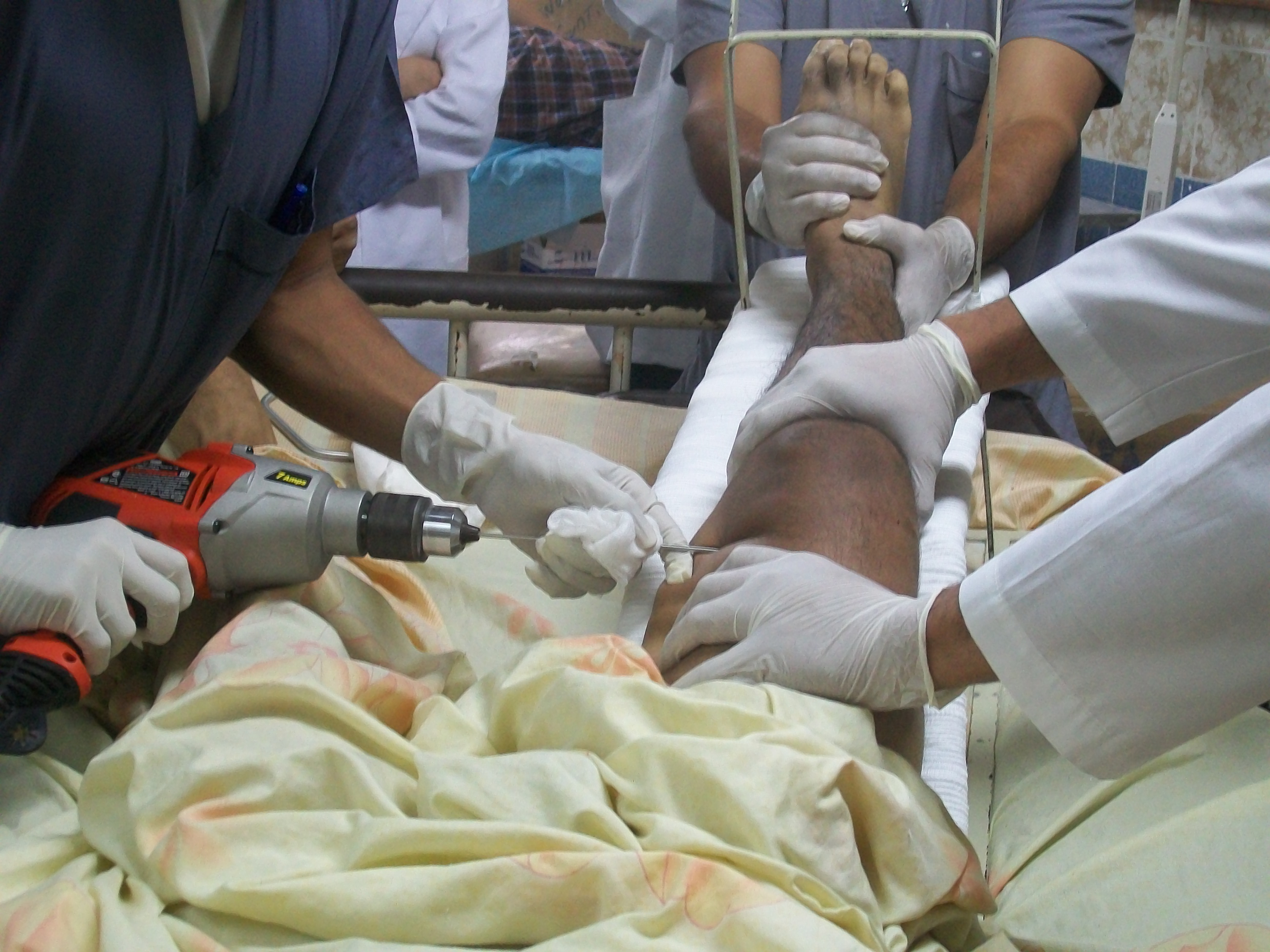
Fixando um pino de tração femoral distal em um fêmur fraturado

Na medicina, a traumatologia (do grego trauma, significa lesão ou ferida) é o estudo de feridas e lesões causadas por acidentes ou violência a uma pessoa, da cirurgia do trauma e da reparação do dano. A traumatologia é um ramo da medicina . É frequentemente considerado um subconjunto da cirurgia e, em países sem a especialidade da cirurgia de trauma, é frequentemente uma sub-especialidade da cirurgia ortopédica . Traumatologia também pode ser conhecida como cirurgia de acidente .

## Ramos
Os ramos da traumatologia incluem traumatologia médica e traumatologia psicológica. A traumatologia médica pode ser definida como o estudo especializado no tratamento de feridas e lesões causadas por violência ou acidentes em geral. Esse tipo de traumatologia se concentra nos procedimentos cirúrgicos e na fisioterapia futura que o paciente precisa para reparar os danos e se recuperar adequadamente. A traumatologia psicológica se dá quando acontece um tipo de dano à mente devido a um evento angustiante. Esse tipo de trauma também pode ser o resultado de uma quantidade enorme de estresse na vida de alguém. O trauma psicológico geralmente envolve algum tipo de trauma físico que representa uma ameaça ao senso de segurança e sobrevivência. O trauma psicológico geralmente deixa as pessoas se sentindo sobrecarregadas, ansiosas e ameaçadas.

## Tipos de trauma
Quando se trata de tipos de trauma, a traumatologia médica e psicológica andam de mãos dadas. Os tipos de trauma incluem acidentes de carro, ferimentos a bala, concussões, TEPT de incidentes, entre outros. Traumas médicos são reparados com cirurgias; no entanto, eles ainda podem causar trauma psicológico e outros fatores de estresse. Por exemplo, um adolescente em um acidente de carro que quebrou o pulso e precisou de uma cirurgia extensa para salvar o braço pode sentir ansiedade ao dirigir um carro após um acidente. O TEPT pode ser diagnosticado depois que uma pessoa experimenta um ou mais eventos intensos e traumáticos e reage com medo, com queixas de três sintomas categóricos com duração de um mês ou mais. Essas categorias são: re-experimentar o evento traumático, evitar qualquer coisa associada ao trauma e aumentar os sintomas de aumento da excitação psicológica. :555

## Diretrizes para cuidados essenciais ao trauma
O gerenciamento e o monitoramento de lesões nas vias aéreas são diretrizes importantes quando se trata de atendimento médico a traumas. O gerenciamento das vias aéreas é um componente essencial do atendimento emergencial em cena. Usando uma abordagem sistemática, os socorristas devem ter acesso e se certificar de que as vias aéreas de um paciente não estejam bloqueadas para garantir que ele tenha circulação suficiente e permaneça o mais calmo possível. :19 Monitorar pacientes e garantir que seu corpo não entre em choque é outra diretriz essencial quando se trata de atendimento médico a traumas. Os enfermeiros devem vigiar os pacientes e verificar a pressão sanguínea e a frequência cardíaca para garantir que eles estejam bem e não sucumbam. Quando se trata de gerenciar lesões, as da cabeça e do pescoço exigem mais cuidados após a cirurgia. Lesões na cabeça são uma das principais causas de morte e incapacidade relacionadas ao trauma em todo o mundo. É importante que os pacientes com traumatismo craniano realizem tomografias computadorizadas após a cirurgia para garantir que não haja problemas.  :28–30

## Diretrizes para o atendimento psicológico ao trauma
Existe uma variedade de abordagens para ajudar as vítimas a superar a ansiedade e o estresse que se seguem ao trauma psicológico. As pessoas afetadas também podem seguir o autocuidado, como se exercitar e socializar com associados e familiares seguros. O trauma perturba o equilíbrio natural do corpo, colocando-o em um estado de medo e hiper-excitação. Exercitar-se trinta minutos por dia facilita o sistema nervoso a se "descongelar" de um estado traumático. Estar cercado por um bom sistema de apoio é um fator poderoso no tratamento de traumas psicológicos. Participar de atividades sociais, ser voluntário e fazer novos amigos são formas de ajudar a esquecer ou lidar com eventos traumáticos. Chegar a um acordo com o trauma na infância é especialmente desafiador.

## Avaliação do paciente
- Suporte avançado à vida em trauma, treinamento para médicos que lidam com trauma
- Pontuação de trauma revisada
- Pontuação de gravidade da lesão
- Escala Abreviada de Lesões
- Triagem

## Avaliação de feridas
O fatores na avaliação de feridas são:
- a natureza da ferida, se é uma laceração, abrasão, contusão ou queimadura
- o tamanho da ferida em comprimento, largura e profundidade
- a extensão da área geral de dano tecidual causada pelo impacto de uma força mecânica ou a reação a agentes químicos em, por exemplo, incêndios ou exposição a substâncias cáusticas.

Os médicos forenses e patologistas também podem examinar feridas ( traumáticas ) em pessoas.